# Bantiella fusca
Bantiella fusca är en bönsyrseart som beskrevs av Ermanno Giglio-Tos 1915. Bantiella fusca ingår i släktet Bantiella och familjen Thespidae. Inga underarter finns listade i Catalogue of Life.